# Astragalus filicaulis
Astragalus filicaulis es una especie de planta del género Astragalus, de la familia de las leguminosas, orden Fabales.

## Distribución
Astragalus filicaulis se distribuye por China (Xinjiang), Kazajistán, Kirguistán, Tayikistán, Uzbekistán, Turkmenistán, Rusia europea (Oremburgo), Afganistán, Irán y Pakistán (Baluchistán, Chitral, Khyber).

## Taxonomía
Fue descrita científicamente por Kar. & Kir. Fue publicada en Bull. Soc. Imp. Naturalistes Moscou 15(2):336. 1842.